# Eurypteryx molucca
Eurypteryx molucca är en fjärilsart som beskrevs av Felder 1874. Eurypteryx molucca ingår i släktet Eurypteryx och familjen svärmare. Inga underarter finns listade i Catalogue of Life.